# ジャック・シャバン＝デルマス
ジャック・シャバン＝デルマス（フランス語：Jacques Chaban-Delmas、シャバン・デルマス、シャバンデルマス、1915年3月7日 – 2000年11月10日）は、フランスの政治家。ドゴール派の重鎮で、ジョルジュ・ポンピドゥー政権にて第4代フランス首相を務めた。

## 生涯
1915年3月7日にパリに誕生する。本名はジャック・デルマスである。第二次世界大戦中はレジスタンス運動に参加し、多くの偽名を用いたが、その最後の偽名がシャバンで、戦後、正式にシャバン＝デルマスと改名した。レジスタンス運動では旅団規模の部隊を指揮し、1944年8月のパリ蜂起に参加している。
リセ・ラカナルを経てパリ政治学院、パリ大学を卒業。急進党に入党するが、ド・ゴールと行動を共にし、ド・ゴール主義政党、フランス国民連合（RPF）を結成する。1947年から1995年までほぼ半世紀に渡り、ボルドー市長を務めるとともに、ジロンド県から国民議会議員として選出され続けた。
1953年のド・ゴールの政界引退を受けて、シャバン＝デルマスは、ド・ゴール派議員を糾合し、社会共和派を結成した。また、中道左派の政党連合である共和国戦線とも提携した。
1958年のアルジェリア独立問題を受けて、ド・ゴールが政界復帰すると、シャバン＝デルマスは、ド・ゴール派新党「新共和国連合」（UNR）結成に一役買い、第五共和政発足後、下院である国民議会の議長に選出されド・ゴールを支えた。
1969年ド・ゴールが辞任し、後任の大統領にジョルジュ・ポンピドゥー首相が当選すると、シャバン＝デルマスは後任の首相に任命された。
シャバン＝デルマスは、前年の1968年の五月革命による社会的混乱を収拾するため「新しい社会」をスローガンに新内閣を発足させた。また、マスメディアに対する統制を緩和した。これはゴーリスト内の保守派からは、進歩的であると見なされることになった。シャバン＝デルマスとポンピドゥー大統領の間には潜在的な対立も生まれるようになった。鋭い風刺で知られるカナール・アンシェネ紙は、シャバン＝デルマスを脱税容疑で批判した。
1974年4月2日にポンピドゥーが死去すると、シャバン＝デルマスは、ドゴール派の候補者として後継大統領選挙に立候補する。しかし同じドゴール派のジャック・シラクが独立共和派から立候補したヴァレリー・ジスカール・デスタンの支持に回るなど、自派の支持をまとめ切れず第1回投票で敗北を喫した。
1978年に国民議会議長に選出される。フランソワ・ミッテラン大統領の時に社会党が敗北し、コアビタシオンが浮上すると、ミッテランとの交友関係から、首相候補に取り沙汰されたが、シャバン＝デルマスはこれを辞退し、シラクを推して自らは国民議会議長を選んだ。

## 人物
個人的には第一級のスポーツマンであり、テニスプレイヤーとして鳴らした。
1966年公開の映画「パリは燃えているか」
では、アラン・ドロンがシャバン・デルマス役を演じている。

## ちなみに
デルマでは無くデルマスと発音される。